# 월드 오브 워크래프트: 불타는 성전
《월드 오브 워크래프트: 불타는 성전》(World of Warcraft: The Burning Crusade)은 MMORPG 월드 오브 워크래프트의 첫 번째 확장팩이다. 미국과 유럽, 캐나다에서는 2007년 1월 16일에 출시되었으며, 이 날 하루 만에 2백만장이 넘게 팔려 가장 빠르게 팔린 PC게임이 되었다. 대한민국에서는 2007년 2월 2일에 별도의 확장팩 없이 재오픈베타를 통해 서비스를 시작했다. 홍콩과 마카오, 싱가포르에서는 아직 발매되지 않았다.
대한민국에서는 확장팩에 판매 개념을 두지는 않으나(미국에서는 확장팩 발매시 소프트웨어 패키지를 구매하게 되어 있다), 온라인 패치 서비스 외에도 편의점 체인 훼미리마트에서 확장팩 설치 DVD를 OST 포함으로 판매하기도 했다.

## 심의 문제
본래 다른 국가와의 동시 출시를 염두에 두고 2007년 1월 19일에 서비스를 할 예정이었으나 심의 문제로 연기되었다. 게임성까지 바뀌는 대규모 패치를 어디까지로 둘 것이냐로 유저들이 갑론을박하기도 했지만, 결국 기존과 같이 15세 이상가로 판정이 났다. "머리를 가져오라"는 퀘스트를 "머리카락을 가져오라", "가면을 가져오라" 등으로 순화시키는 등 여러 가지로 심의등급을 낮추는 방법을 선택하고 있었으나, 추가 종족 블러드 엘프의 약(마약에 가까운 것으로 묘사되는) 등으로 인해 재심의는 불가결했다는 의견도 상당수 있다. 이에 대해 대한민국 게임물등급위원회에서는 "보통 15일 내로 등급부여가 완료되지만, 이번에는 전문적인 심의과정을 걸쳐서도 19일 만에 완료되었으니만큼, 절차에 문제가 없다"는 입장을 밝혔다.

## 추가점
- 사용자의 한계 레벨이 60에서 70으로 조정되었으며, 각 직업별 새로운 기술이 추가되었다.
- 각종 기술의 숙련도가 300에서 375로 상승하면서 새로운 약초, 금속, 물약, 직물, 방어구, 요리 등이 추가되었다. 해당되는 아이템(약초, 채광) 및 재료들은 주로 아웃랜드에서 나오는 것을 기본으로 한다.
- 전문기술 : 보석 세공이 추가되었다.
- 얼라이언스 진영에는 드레나이가, 호드 진영에는 블러드 엘프가 새 선택가능 종족으로 추가되었다. 또한 이에 따라 얼라이언스 진영에서 주술사를, 호드 진영에서 성기사(혈기사)를 선택할 수 있게 되었다.
- 25명의 공격대로 공략하는 인스턴스 던전이 추가되었다. 이 25인 던전은 아웃랜드(확장팩을 통해서 갈 수 있는 지역)에만 존재하는 개념이며, 기존의 40인 인스턴스 던전(오닉시아의 둥지, 화산심장부, 검은날개둥지, 안퀴라즈사원, 낙스라마스)은 그대로 40인 던전으로 유지된다.
- 아웃랜드에 추가된 새로운 5인 던전들은 일반 던전과 영웅 던전, 두가지의 난이도를 가진다. 플레이어가 70레벨을 달성하게 되어, 충분한 평판을 얻게 되면 영웅 던전 모드로 인스턴스 던전을 즐길 수 있다. 일반 던전들은 레벨대가 나뉘어 있는 것과는 달리, 영웅 모드에서는 모든 던전이 70레벨 플레이어를 위해 설계되었다. 따라서 난이도는 더 높지만, 영웅급 아이템을 포함해서 더 좋은 보상을 획득할 수 있다.

## 새로운 종족

### 블러드 엘프
캘타스 선스트라이더가 이끄는 블러드 엘프는 실버문을 기반도시로 삼고 있으며, 사냥꾼, 성기사, 흑마법사, 사제, 마법사, 도적 클래스를 선택할 수 있다. 개발 단계에서는 워크래프트 III처럼 전사 클래스도 고려된 적이 있으나, 나중에 배제되었고, 이후 3번째 확장팩인 대격변에서 전사 클래스가 추가되었다.

### 드레나이
드레나이는 엑소다르를 기반도시로 삼고 있으며, 전사, 성기사, 사냥꾼, 사제, 주술사, 마법사 클래스를 선택할 수 있다.

## 평가
| 평가 |                                                    |
| --- | -------------------------------------------------- |
| 통합 점수 통합사 점수 메타크리틱 91/100 [ 1 ] 평론 점수 평론사 점수 1UP.com A+ [ 2 ] 유로게이머 8 out of 10 (1st review) [ 3 ] 10 out of 10 (2nd review) [ 4 ] 게임스팟 9.2 out of 10 [ 5 ] 게임스파이 [ 6 ] IGN 8.8 out of 10 [ 7 ] |                                                    |
| 통합 점수 |                                                    |
| 통합사 | 점수                                               |
| 메타크리틱 | 91/100                                             |
| 평론 점수 |                                                    |
| 평론사 | 점수                                               |
| 1UP.com | A+                                                 |
| 유로게이머 | 8 out of 10 (1st review) 10 out of 10 (2nd review) |
| 게임스팟 | 9.2 out of 10                                      |
| 게임스파이 | [ 6 ]                                              |
| IGN | 8.8 out of 10                                      |